# Parthenodes bilinealis
Parthenodes bilinealis là một loài bướm đêm trong họ Crambidae.